# إلينور سيسولو
إلينور سيسولو (مواليد 9 مارس/آذار 1958-)، هي باحثة وناشطة من جنوب إفريقيا، نشأت في زيمبابوي.

## سيرتها
ولدت إلينور في سالزبوري، روديسيا (الآن هراري، زيمبابوي) لفرانسيس باتيزات وبيتي ستوهارت ونشأت في بولاوايو. تلقت تعليمها في جامعة زيمبابوي، وفي معهد الأمم المتحدة للتنمية والتخطيط الاقتصادي في داكار عاصمة السنغال، وفي المعهد الدولي للدراسات الاجتماعية في لاهاي. وأثناء وجودها في هولندا، التقت بـماكس سيسولو، الذي تزوجته لاحقًا.

## حياتها المهنية
عملت كباحثة اقتصادية لدى وزارة العمل في زيمبابوي. ومن عام 1987 إلى عام 1990 عملت في مكتب لوساكا التابع لمنظمة العمل الدولية. عادت سيسولو إلى جوهانسبرغ في جنوب إفريقيا مع عائلتها في عام 1991 بعد انتهاء نظام الفصل العنصري وعملت بشكل أساسي ككاتبة ومحررة مستقلة من عام 1991 إلى عام 1998.
كتبت سيسولو كتابًا للأطفال "اليوم الذي ذهب فيه جوجو للتصويت" عام 1994، وكان حول أول انتخابات ديمقراطية أجريت في جنوب إفريقيا. وفي عام 2002 نشرت سيرة ذاتية عن والديّ زوجها بعنوان والتر وألبرتينا سيسولو في حياتنا، والتي حصلت على جائزة نوما للنشر في إفريقيا وحصلت على المركز الثاني في جائزة صنداي تايمز آلان باتون للكتب غير الخيالية.
ونشرت كتب قصيرة: "نوع مختلف من المحرقة: رؤية شخصية حول فيروس نقص المناعة البشرية/الإيدز" و"الذكرى الخمسين لمسيرة النساء عام 1956". واستذكار شخصي" (أفريقيا النسوية، 2006).
وكتبت مقدمة كتاب جيستينا موكوكو لعام 2016 بعنوان اختطاف ومحاكمة جيستينا موكوكو: الكفاح من أجل حقوق الإنسان في زيمبابوي.
وساعدت في تأسيس تحالف الأزمات في زيمبابوي وتعمل في مكتبها في جوهانسبرج. وقد أعدت تقارير للهيئة الإنتخابية المستقلة في جنوب إفريقيا ولبرنامج الأغذية العالمي. قامت بتنظيم ندوة لثيمبا ليسيزوي حول المجتمع المدني والعدالة في زيمبابوي التي عقدت في جوهانسبرج عام 2003.
وهي عضوة مجلس إدارة في مبادرة المجتمع المفتوح لجنوب إفريقيا والمهرجان الوطني للفنون، وأمينة صندوق شفاء زيمبابوي ورئيسة مؤسسة تطوير الكتاب التابعة لمركز الكتاب في كيب تاون. وهي المديرة التنفيذية لمؤسسة بوكو لأدب الأطفال.